# Hans Großmann-Doerth
Hans Großmann-Doerth (* 9. September 1894 in Hamburg; † 5. März 1944 in Königsberg (Preußen)) war ein deutscher Jurist und wichtiger Vertreter des Ordoliberalismus („Freiburger Schule“).

## Leben
Hans Großmann-Doerth wurde als Sohn des Leiters der Hamburger Seewarte Louis Großmann geboren. Nach Studium an der Ludwig-Maximilians-Universität München und Kriegsdienst im Ersten Weltkrieg beendete er sein juristisches Studium an der neu gegründeten Universität Hamburg und wurde dort 1923 bei Moritz Liepmann mit einer strafrechtlichen Dissertation promoviert. Nach seinen juristischen Examina war er zunächst als Amtsrichter in Hamburg tätig. 1929 habilitierte er sich an der Universität Hamburg bei Hans Wüstendörfer mit einer Untersuchung über „Das Recht des Überseekaufs“. 1930 wurde er als Extraordinarius an die deutsche Karl-Ferdinands-Universität in Prag berufen und wechselte 1933 an die Albert-Ludwigs-Universität in Freiburg, wo er einen Lehrstuhl für Handelsrecht, Wirtschaftsrecht, Arbeitsrecht und Bürgerliches Recht, übernahm. 1939 zum Wehrdienst einberufen, wurde Großmann-Doerth als Oberstleutnant und Regimentskommandeur im Februar 1944 an der Ostfront schwer verwundet und starb in einem Lazarett in Königsberg.

## Werk
Großmann-Doerth ist zusammen mit Walter Eucken und Franz Böhm ein Begründer der Freiburger Schule des Ordoliberalismus. Kennzeichnend für seine Schriften ist eine umfassende Berücksichtigung der juristischen Praxis sowie eine Betonung der Selbstverantwortlichkeit der Wirtschaftssubjekte. Seine Habilitationsschrift „Das Recht des Überseekaufs“ wurde durch die Erfassung und Auswertung von Handelsbräuchen und ungeschriebenem praktizierten Recht zu einem Standardwerk, in dem das „law in action“ im Gegensatz zu dem „law in the books“ dargestellt wurde. Auch in seiner Hamburger Antrittsvorlesung  mit dem Titel „Der heutige Wirtschafts-Jurist“ werden die Rechtstatsachenforschung und die Notwendigkeit der Rechtsvergleichung betont. Das Programm seiner Freiburger Tätigkeit entwickelte er in seiner am 11. Mai 1933 gehaltenen Freiburger Antrittsvorlesung „Das selbstgeschaffene Recht der Wirtschaft und staatliches Recht“.
Gemeinsam mit Walter Eucken und Franz Böhm gab Großmann-Doerth 1937 die Schriftenreihe „Ordnung der Wirtschaft“ heraus (die jedoch schon nach vier Nummern im Jahr 1937 wieder eingestellt wurde).